# Eupithecia spurcata
Eupithecia spurcata là một loài bướm đêm trong họ Geometridae.